# Ain't Nobody Worryin'
Pour les articles homonymes, voir Ain't Nobody.
Albums de Anthony Hamilton
Soulife
(2005) Southern Comfort
(2007)
Ain't Nobody Worryin' est le troisième album studio (le quatrième au total) du chanteur américain de RnB/neo soul Anthony Hamilton, sorti aux États-Unis le 13 décembre 2005 sur le label So So Def Recordings/Zomba Label Group/Arista Records. Vendant plus de 112 000 copies lors de la première semaine de sa sortie, cet album atteint la 19e place du classement Billboard 200 et la 4e place du classement Top R&B/Hip-Hop Albums de la semaine du 31 décembre 2005
À ce jour, il a été vendu à 350 000 exemplaires et fut certifié Gold par la RIAA au début du mois d'avril 2006.

## Liste des titres
1. "Where Did It Go Wrong?" (Anthony Hamilton, Mark Batson) – 3:28
2. "Southern Stuff" (Hamilton, Batson) – 3:59
3. "Can't Let Go" (Hamilton, Batson) – 3:52
4. "Ain't Nobody Worryin'" (Hamilton, Raphael Saadiq, Bobby Ozuna) – 3:41
5. "The Truth" (Hamilton, Andre Harris, Vidal Davis) – 4:35
6. "Preacher's Daughter" (featuring Tarsha' McMillian) (Hamilton, David Balfour, Christopher Pottinger) – 5:24
7. "Pass Me Over" (Hamilton, Kelvin Wooten) – 6:40
8. "Everybody" (Hamilton, James Poyser) – 4:11
9. "Sista Big Bones" (Hamilton, Batson) – 4:00
10. "Change Your World" (Hamilton, Poyser, Ahmir Khalib Thompson) – 4:40
11. "Never Love Again" (Hamilton, Wooten) – 4:39
12. "I Know What Love's All About" (Hamilton, Wooten) – 4:32

### Édition japonaise
1. "Beautiful Wonderful"

## Classements
| Classement (2005)                     | Meilleure position |
| ------------------------------------- | ------------------ |
| U.S. Billboard 200                    | 19                 |
| U.S. Billboard Top R&B/Hip-Hop Albums | 4                  |
| U.S. Billboard Comprehensive Albums   | 19                 |
| Classement(2006)                      | Meilleure position |
| Classement des albums au Royaume-Uni  | 190                |

## Historique des sorties
| Pays        | Date             | Label                  |
| ----------- | ---------------- | ---------------------- |
| États-Unis  | 13 décembre 2005 | So So Def/Zomba/Arista |
| Canada      | 13 décembre 2005 | Sony                   |
| Royaume-Uni | 19 décembre 2005 | Arista                 |
| Pays-Bas    | 19 décembre 2005 | BMG                    |
| Japon       | 25 janvier 2006  | BMG                    |
| Allemagne   | 3 février 2006   | Sony BMG               |
| Australie   | 3 février 2006   | Arista                 |